# Olivier Le Cour Grandmaison

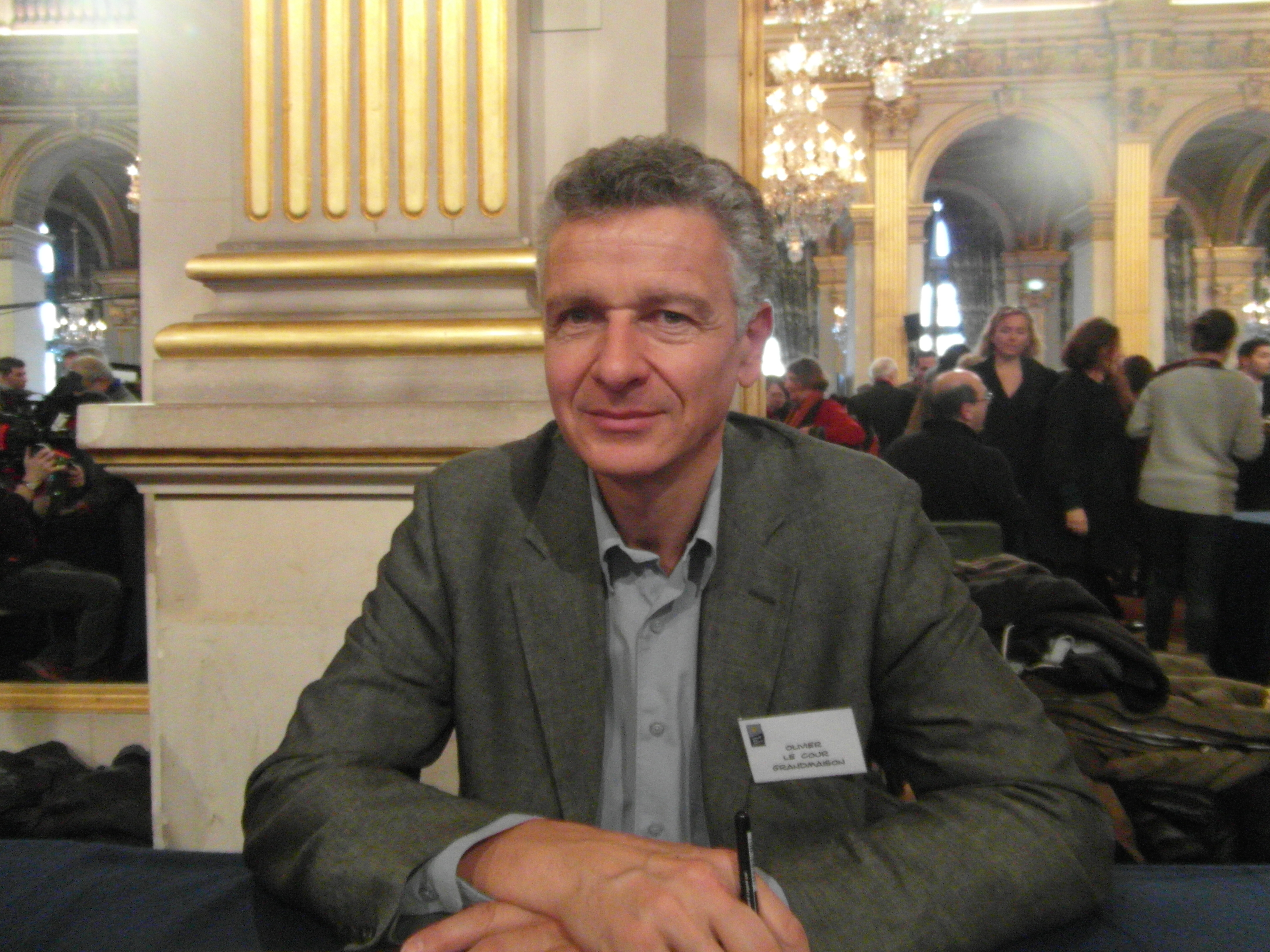
Olivier Le Cour Grandmaison, 2015

Olivier Le Cour Grandmaison (* 19. September 1960 in Paris) ist ein französischer Politikwissenschaftler. Er lehrt als Maître de conférences für politische Wissenschaften und politische Philosophie an der Universität Évry.

## Leben und Karriere
Le Cour Grandmaison studierte Geschichte, Politikwissenschaft und Philosophie an der Université Paris 1 Panthéon-Sorbonne. Seine Abschlussarbeit für die Maîtrise (1985) schrieb er bei Antoine Prost über die französische Friedensbewegung in der frühen Phase des Kalten Krieges (1948–1952). Mit einer von Évelyne Pisier betreuten Arbeit zum Wandel des Konzepts der Staatsbürgerschaft bzw. Bürgerschaftlichkeit (citoyenneté) während der Französischen Revolution (1789–1794) wurde er 1991 im Fach Politikwissenschaft promoviert. Seit 1993 lehrt Le Cour Grandmaison als Maître de conférences (Universitätsdozent) an der Universität Évry. Neben seiner Lehrtätigkeit war er von 2000 bis 2008 Gerichtsassessor beim Beschwerdeausschuss für Flüchtlinge (C.R.R.), aus dem 2007 der nationale Asylrechts-Gerichtshof Cour nationale du droit d’asile (CNDA) hervorging. Die französische Delegation des Hohen Flüchtlingskommissars der Vereinten Nationen (UNHCR) nominierte ihn 2012 für eine zweite Amtszeit als Richter am CNDA.

## Themen
Mit seinen Arbeiten zur französischen Kolonialgeschichte und ihrer Wahrnehmung in der Gegenwart hat Olivier Le Cour Grandmaison seit 2005 ein größeres Publikum erreicht und gleichzeitig heftige Gegenreaktionen in der französischen Geschichtswissenschaft und in der politischen Rechten ausgelöst. Er beteiligt sich an öffentlichen Debatten zur Geschichtskultur, zur Integration von Zuwanderern, zu Staatsbürgerschaftsfragen, wobei seine Stellungnahmen grundsätzlich durch das Erbe der Französischen Revolution und die Orientierung an der Erklärung der Menschen- und Bürgerrechte als Gradmesser bestimmt werden. Wichtiger Bezugspunkt für ihn ist das Werk von Michel Foucault.

## Coloniser. Exterminer (Kolonisieren. Ausrotten), 2005 – Abriss
Le Cour Grandmaison geht der Frage nach, welche Besonderheiten die französischen Kolonialkonflikte in Nordafrika und anderswo hatten. Dabei interessieren ihn die von den Franzosen in Algerien angewandten Methoden des Ausräucherns von Menschen, die in weiträumigen Höhlen Zuflucht gesucht hatten, der Massaker an Gefangenen und Zivilpersonen, der Razzien, der Zerstörung der Anbauflächen und der Dörfer, die die Form des Krieges seit 1830 in den Auseinandersetzungen mit Abd el-Kader (1808 bis 1883) bestimmten. Im Zusammenhang dieser Konflikte kam es zunehmend zu rassistischen und diskriminierenden Maßnahmen gegenüber den „Eingeborenen“, deren Rechtfertigungsmuster Le Cour Grandmaison in zeitgenössischen Dokumenten der sich ausbildenden Kolonialwissenschaften, in den Debatten der Nationalversammlung und in der Belletristik aufspürt und nachzeichnet. Diese Rechtfertigungsmuster seien schließlich in der Dritten Französischen Republik kodifiziert worden und auf die neuen überseeischen Territorien Indochina, Neu-Kaledonien und Französisch-Westafrika übertragen worden, mit deren Erwerb sich Frankreich um 1900 in kürzester Zeit zur zweiten Kolonialmacht nach dem Britischen Empire entwickelte.
Le Cour Grandmaison sieht Algerien als einen Raum an, in dem sich Konzepte wie „unterlegene Rassen“, „lebensunwertes Leben“ und „Lebensraum“ entwickelt hätten. Außerdem seien Ursprünge neuer Unterdrückungsmaßnahmen wie administrative Internierung und vor allem der Kollektivhaftung zu beobachten, die als Strafmaßnahmen für die Übertretungen der seit 1875 im  Code de l’indigénat (= Gesetzeswerk für die „Eingeborenen“) festgehaltenen Verhaltensvorschriften ihren Niederschlag gefunden und den Kolonialstaat in einen permanenten  Ausnahmezustand versetzt hätten. Die Internierungsmethoden seien dann Ende der 1930er Jahre ins Mutterland übertragen worden und hätten sich zunächst auf staatenlose Ausländer, dann auf Kommunisten und schließlich im Vichy-Regime auf die zur Deportation bestimmten französischen Juden und politischen Häftlinge in die deutschen Konzentrations- und Vernichtungslager bezogen.
Den Algerienkrieg 1954–1962 sieht Le Cour Grandmaison dann von den Auseinandersetzungsformen bestimmt, wie sie sich in den extremen Gewalttätigkeiten der totalen Kriege auf dem Alten Kontinent niedergeschlagen hätten.

## La République impériale (Die imperiale Republik), 2009 – Abriss
Unter eingeschränkterer Perspektive geht Le Cour Grandmaison der Frage nach, warum sich gerade Frankreich als an den Menschenrechten orientierte Republik nach 1871 zur zweitgrößten Kolonialmacht hat entwickeln können. Denn bis 1913 waren die französischen Besitzungen von einer Million Quadratkilometer auf 13 Millionen und bis 1938 die „Eingeborenen“-Zahlen von 7 auf 70 Millionen angewachsen. Das heißt, dass sich Frankreich ausgerechnet als Republik zu einem zuvor nie da gewesenen Weltreich entwickelt hat, das zu dessen Führung entsprechende Maßnahmen einleiten und durchführen musste, die schließlich ihren Niederschlag im gesamten öffentlichen Leben gefunden hatten. Le Cour Grandmaison verfolgt diese Maßnahmen wiederum in philosophischen, juristischen und literarischen Texten und vor allem in den Debatten der Nationalversammlung, in denen sich zuvorderst Jules Ferry, dem linken republikanischen Lager zuzurechnen, als bedingungsloser Anhänger der Kolonisation und des Lebensraumgedankens darstellte. Es sei um die Verwirklichung der Plus Grande France, des „größeren Frankreichs“, gegangen, wie die Formel lautete. Sie habe ihren Niederschlag in zahlreichen neuen Einrichtungen gefunden (1878: Commission supérieure des colonies; 1882: Secrétariat d’État aux Colonies; 1883: Alliance française; 1889: Einrichtung der École coloniale zur Ausbildung von Verwaltungspersonal; 1894: Kolonialministerium; 1905: Integration der kolonialen Gesetzgebung in die Rechtsfakultäten der Universitäten; 1923: Einrichtung der Académie des sciences coloniales; 1931: Kolonien werden Prüfungsgegenstand im Baccalauréat). Um die Komplexität des kolonialen Vorgangs zu erfassen, der den Staat und die Zivilgesellschaft zunehmend in Beschlag nahm, führt Le Cour Grandmaison den Begriff der „Imperialisation“ ein.
Den bereits 2005 für die französische Kolonialdiskussion herausgearbeiteten „Lebensraum“-Begriff verfolgt Le Cour Grandmaison weiter und macht einen Unterschied zwischen „imperialem“ und „nationalsozialistischem Lebensraum“. Bei allen Besonderheiten der von den Nationalsozialisten auf dem europäischen Kontinent selbst durchgeführten Verbrechen sei es unmöglich, Auftauchen, Formierung und manchmal sogar das genaue Funktionieren des „nationalsozialistischen“ vom „imperialen Lebensraum“ zu trennen. Dieser sei jenem vorausgegangen und in seiner Vorläuferrolle zu oft unterschätzt und sogar ignoriert worden. Das sei in Untersuchungen geschehen, in denen Adolf Hitlers Vorstellungen aus dem Epochenzusammenhang, in dem sie entstanden seien, herausgerissen wurden, was eine „singuläre Dekontextualisierung“ darstelle.

## Werke
- Les Citoyennetés en Révolution, 1789-1794. PUF, Paris 1992, ISBN 2-13-044630-2.
- Haine(s): Philosophie et Politique. PUF, Paris 2002, ISBN 2-13-052608-X.
- Coloniser, Exterminer. Sur la guerre et l'État colonial. Fayard, Paris 2005, ISBN 2-213-62316-3.
- La République impériale. Politique et racisme d’État. Fayard, Paris 2009, ISBN 978-2-213-62515-7.
- De l'indigénat. Anatomie d'un „monstre“ juridique: le droit colonial en Algérie et dans l'Empire français. Zones (Éditions la Découverte), Paris 2010, ISBN 978-2-35522-005-0.
- L'Empire des hygiénistes. Vivre aux colonies. Fayard, Paris 2014, ISBN 978-2-213-66236-7.